# Orxines granulosus
Orxines granulosus är en insektsart som först beskrevs av Ludwig Redtenbacher 1908.  Orxines granulosus ingår i släktet Orxines och familjen Diapheromeridae. Inga underarter finns listade i Catalogue of Life.